# Кота (народ)

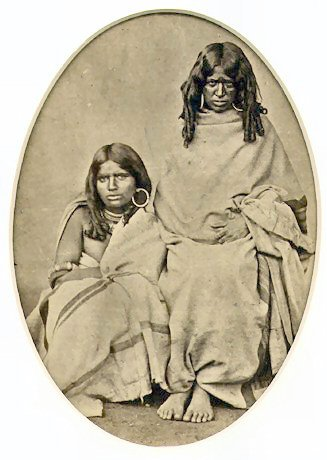

Ко́та — один из народов Индии, проживающий в горах Нилгири, находящихся в штате Тамилнад. На конец 1990-х годов численность населения оценивалась около 1 тыс. человек. Представители народа разговаривают на языке кота дравидийской семьи, этот язык родственен каннада, малаялам, тамильскому, народ кота пользуется традиционными индийскими языками для общения и поддержания дружеских отношений с другими народами. Бо́льшая часть населения этого народа — язычники.

## История

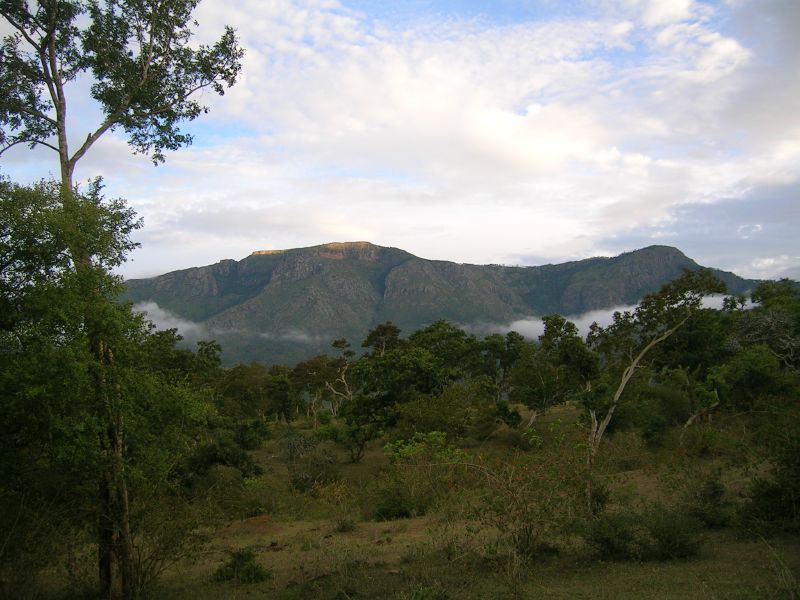
Предгорье Нилгири. Кота занимают верхнюю часть предгорья, ниже проживают ирула и курумба.

Хотя народ кота немногочисленен, он и другие дравиды имеют древнее происхождение и составляют в настоящее время местное население данного региона. Дравиды и индоарийцы пришли в Индию, вытеснив многочисленное население мунда, которое проживало там до прихода дравидов.

## Традиционная культура
Основное занятие народа кота — земледелие. Бо́льшая часть земель отводится под огородные культуры. Народ кота трудится не только на огородах, но и на плантациях в качестве наёмных работников. На конец 1970-х годов произошли многочисленные изменения в структуре хозяйства кота. До второй половины 20 века они славились как искусные ремесленники и уделяли земледелию очень мало внимания. Среди наиболее важных ремёсел были: работа с древесными материалами, ювелирное дело, обработка кожи и дерева, изготовление музыкальных инструментов. Продукция народа кота пользовалась большим спросом у соседних племён, происходил обмен между народом кота и соседними племенами. Соседние племена в свою очередь поставляли сельскохозяйственные и молочные продукты. Из-за массового промышленного производства спрос на их продукцию резко сократился. В сложившейся ситуации представители народа кота вынуждены были начать заниматься земледелием. Представители народа кота славятся как музыкальные и танцевальные исполнители (Wolf 2001: 379—381). Музыка и танцы служат для большой части народа постоянным источником доходов, а также помогают поддерживать благоприятные отношения с соседями.

## Традиционная социальная организация
Было замечено, что представители народа кота постоянно проживали в семи относительно больших деревнях. Шесть деревень были расположены в штате Тамилнад, в области гор Нилгири, седьмая деревня находилась в округе Ваянад, в индийском штате Керала. Каждая деревня имела три экзогамных клана с похожими названиями. Членам клана было запрещено вступать в брак в пределах одной и той же деревни, за исключением случаев, когда можно было вступить в брак с представителями из одного клана в пределах одной и той же семьи, или любого другого клана, из неродной деревни (Mandelbaum 1938: 574). Отношения между аналогично названными кланами были неизвестны, была очевидна несоциальная иерархия между внутренними и внешними кланами.

## Положение женщин
Женщины народа кота могут иметь только одного мужа, однако есть ряд исключений: они могут обзавестись другим мужем при условии развода или после смерти супруга. Братья супруга могут осуществлять свободные сексуальные отношения с его женой и в тех случаях, когда супруг болен или не может выполнять супружеский долг: его братья заменяют его ( Mandelbaum 1938 : 574-575). В результате братья становятся вторыми мужьями.